# Омелюсик Сергій Михайлович
Сергій Михайлович Омелюсик (біл. Сяргей Міхайлавіч Амялюсік, нар. 7 квітня 1967) — радянський і білоруський футболіст, який виступав на позиції нападника. Відомий за виступами у низці білоруських та закордонних клубів.

## Кар'єра футболіста
Сергій Омелюсик розпочав займатись футболом у ДЮСШ у рідному місті Могильові. пізніше продовжив удосконалення спортивної майстерності в республіканському спортінтернаті в Мінську. З 1984 року знаходивя у дублюючому складі мінського «Динамо», проте за основний склад команди зіграв лише 2 матчі: в Кубку СРСР проти ленінградського «Зеніта», та в Кубку Федерації футболу СРСР проти харківського «Металіста». З 1987 року розпочав грати в команді радянської другої ліги «Динамо» з Берестя, де швидко став гравцем основного складу. У 1989 році перейшов на правах оренди за відеомангнітофон і відеокамеру до польського клубу найвищого дивізіону «Мотор» з Любліна, за яку зіграв 5 матчів, причому після повернення Омелюсика до берестейського клубу поляки забрали камеру назад. У 1992 році Сергій Омелюсик розпочав грати за «Динамо» у вищій білоруській лізі, до кінця 1992 року зіграв у складі берестейської команди 29 матчів. На початку 1993 року Омелюсик став гравцем команди вищого білоруського дивізіону «Торпедо» з Могильова, а другу половину наступного року провів у складі бобруйського клубу «Фандок», після чого на початку 1995 року повернувся до могильовського «Торпедо». У 1995 році футболіст грав на правах оренди в ізраїльському клубі «Шимшон», після закінчення оренди повернувся до могильовської команди. У 1997—1998 роках Омелюсик грав у складі нижчолігової російської команди «Фабус», після чого завершив виступи на футбольних полях.

## Тренерська кар'єра
Після завершення виступів на футбольних полях Сергій Омелюсик працював тренером у футбольній школі «Торпедо» в Могильові. У 2006—2008 році він входив до тренерського складу клубу другої білоруської ліги «Барановичі».